# 堂元光
堂元 光（どうもと ひかる、1951年2月4日 - ）は日本のジャーナリスト。NHK政治部記者、政治部長、報道局長、NHK大阪放送局長等を経て、2014年から2020年までNHK副会長・秘書業務統括。兵庫県出身。

## 略歴
- 1969年3月、兵庫県立山崎高等学校卒業[2][3]
- 1974年 早稲田大学法学部卒業、日本放送協会入職[4][3]、NHK北九州放送局放送部
- 1979年、報道局政治部記者[3]
- 1989年、NHK名古屋放送局報道部記者
- 1991年、NHK名古屋放送局放送センター放送部副部長
- 1992年、報道局ニュースセンター政治部記者
- 1994年、報道局取材センター政治部副部長
- 2000年、報道局取材センター政治部長[3]
- 2003年6月、報道局編集主幹[4]・取材センター長事務取扱
- 2005年4月、報道局長[4]
- 2006年6月、大阪放送局長[4]
- 2011年6月、NHKプラネット取締役[4]
- 2012年6月、同専務取締役近畿総支社長[4]
- 2014年2月、日本放送協会副会長[4]
- 2020年2月、日本放送協会副会長退任[5]

## 人物
- 子会社であるNHKプラネット時代も含めて大阪勤務が長い。軍師官兵衛の大ファン[6]。
- 政治部長等を歴任し、人脈ネットワークの広さに定評がある[6]。
- 2014年の副会長就任時には一日も早く故郷兵庫県に帰りたいと挨拶で述べたものの[6]、2017年から副会長の任期2期目に入った。籾井勝人前会長の去就人事より、このことの方が注目を集めたという報道があった[7]。籾井会長退任後は、上田良一新会長の下で、会長補佐に専念するため秘書業務統括のみの担当となり、上田会長からの特命を担う[8]。
- NHK山形放送局の記者が甲府放送局時代から強姦事件を重ねて逮捕・起訴された件につき[9]、上田良一会長が給与の30%を2017年4月からの3カ月間、自主返納することとし、副会長の堂元も、木田幸紀専務理事や荒木裕志理事（放送統括補佐）とともに給与の10%を2017年4月からの3カ月間、自主返納することとした[10]。なお、この発表を行った翌日の4月6日に、元職員は強姦致傷容疑で山梨県警に再逮捕されている（山形を含めると3回目）[11]。